# Klooster van Steinfeld
Het Klooster van Steinfeld (Duits: Kloster Steinfeld) in de Eifel is een voormalige premonstratenzerabdij met een basiliek uit de vroege 12e eeuw. Samen met enkele omliggende huizen vormt het klooster de plaats Steinfeld in de gemeente Kall.
Sinds 1923 is het klooster in het bezit van de Salvatorianen.

## Geschiedenis

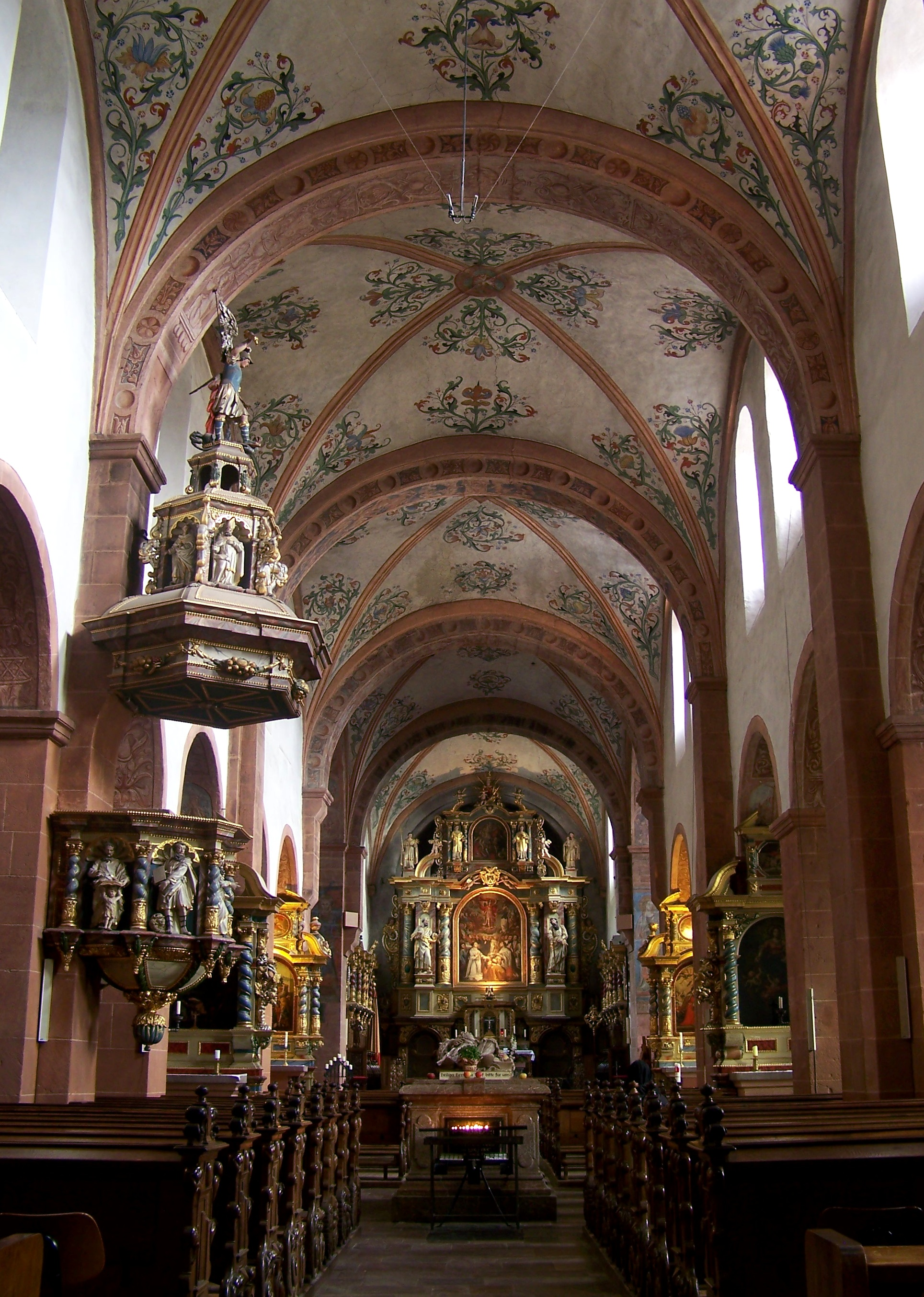
Interieur

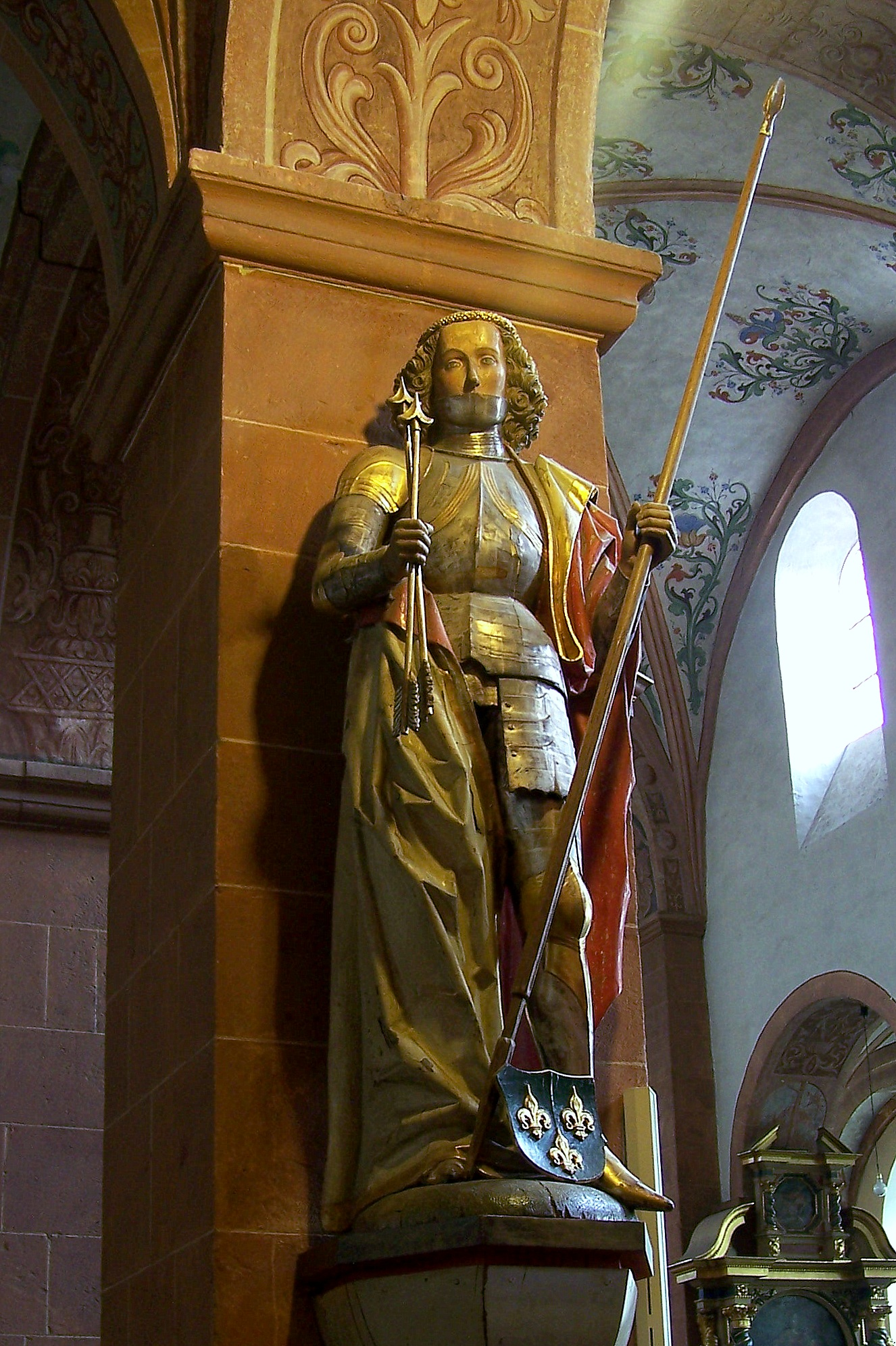
Beeld van de schutspatroon van de kerk

Alhoewel het begin van de geschiedenis van het klooster tot circa 920 terugreikt, volgde de eerste vestiging van het klooster in Steinfeld in 1070. In het jaar 1130 werd het klooster door Premonstratenzers overgenomen. Het klooster ontwikkelde zich tot een belangrijk religieus centrum van het Duitse Rijk en bezat talrijke nevenvestigingen, zoals bijvoorbeeld het klooster Strahov in Praag. In 1184 werd het klooster verheven tot abdij.
Na de secularisatie in 1802 werd het klooster aan zijn religieuze bestemming onttrokken. Voortaan werd de basiliek een parochiekerk. In 1923 betrok de congregatie van de Salvatorianen de kloostergebouwen.

## Basiliek
De kloosterkerk werd door de premonstratenzers tussen 1142 en 1150 als een van de vroegste Duitse overwelfde kerken gebouwd. Het kerkgebouw is gewijd aan de heilige Potentinus en zijn beide zonen Felicius en Simplicius. Tegenwoordig vertegenwoordigt de basiliek meerdere kunststijlen. Naast de oorspronkelijke romaanse architectuur zijn gotische, renaissance en barokke stijlen te herkennen. De kerk telt acht traveeën en zes kapellen, waaronder de Stafanuskapel en de Ursulakapel. In de rijk versierde kerk bevindt zich het beroemde König-orgel. Ook worden er de stoffelijke resten van de als heilige vereerde Herman Jozef van Steinfeld bewaard.
In 1960 werd de kerk verheven tot basilica minor.

#### Het graf van Herman Jozef van Steinfeld
Het graf van Herman Jozef van Steinfeld staat in het midden van de kerk opgesteld en wordt bedekt met een grafplaat uit 1732 met een liggend figuur van albast. Dankzij het graf is de kerk eveneens een bedevaartkerk. De sarcofaag is van marmer en stamt uit het jaar 1701. Volgens de traditie liggen er naast het albasten beeld altijd een paar verse appels op het graf. De legende zegt immers dat Herman Jozef ooit het Jezuskind van de Moeder Gods in de Keulse kerk Heilige Maria in het Capitool heeft aangeboden, Die het vervolgens aannam.

#### König-orgel
Al in de 16e eeuw bezat de basiliek ofwel een zwaluwnestorgel aan de noordelijke muur, ofwel een doksaalorgel. Het doksaal werd in 1509 vanuit het derde travee naar het eerste travee verplaatst, waar rond 1600 het eerste grote orgel werd geïnstalleerd. Vermoedelijk had dit orgel 17 registers en bronnen uit 1701 beweren dat dit orgel met uitzondering van het orgel van de Keulse dom verder met alle orgels van Keulen kon wedijveren. In 1678 werd voor dit orgel de barokke orgelkas vervaardigd. Na 1720 werd het orgel met een rugpositief en twee pedaaltorens vergroot. In 1727 volgde de voltooiing van het orgel door Balthasar König uit Bad Münstereifel. Er ontstond een orgel met 29 registers, waarbij de orgelbouwer het oude pijpmateriaal opnieuw toepaste.
Een modernisering van het orgel vond plaats in 1934. Toen werden er nog eens 17 registers toegevoegd en de speel- en registertracturen geëlektrificeerd. In 1981 werd het orgel door de firma Weimbs uit Hellenthal gerestaureerd en in de oorspronkelijke barokke staat hersteld. Wat klank en speeltechniek betreft bevindt het orgel zich nu grotendeels in de toestand van 1727. Het orgel bezit 1956 pijpen, 35 klinkende registers en een mechanische speel- en registertractuur. Het pijpwerk is grotendeels origineel.

#### Kruisgang
De romaanse kruisgang werd tussen 1492 en 1517 vervangen door een gotische kruisgang. De fraai gebrandschilderde ramen van de gang werden tussen 1526 en 1557 vervaardigd, maar na de secularisatie aan Engeland verkocht. Ze werden daar verspreid in enkele dorpskerken en particuliere kapellen ingebouwd. Een groot deel van de ramen bevindt zich tegenwoordig in het Victoria and Albert Museum te Londen. Slechts twee schijven kwamen terug naar Steinfeld.

## Afbeeldingen

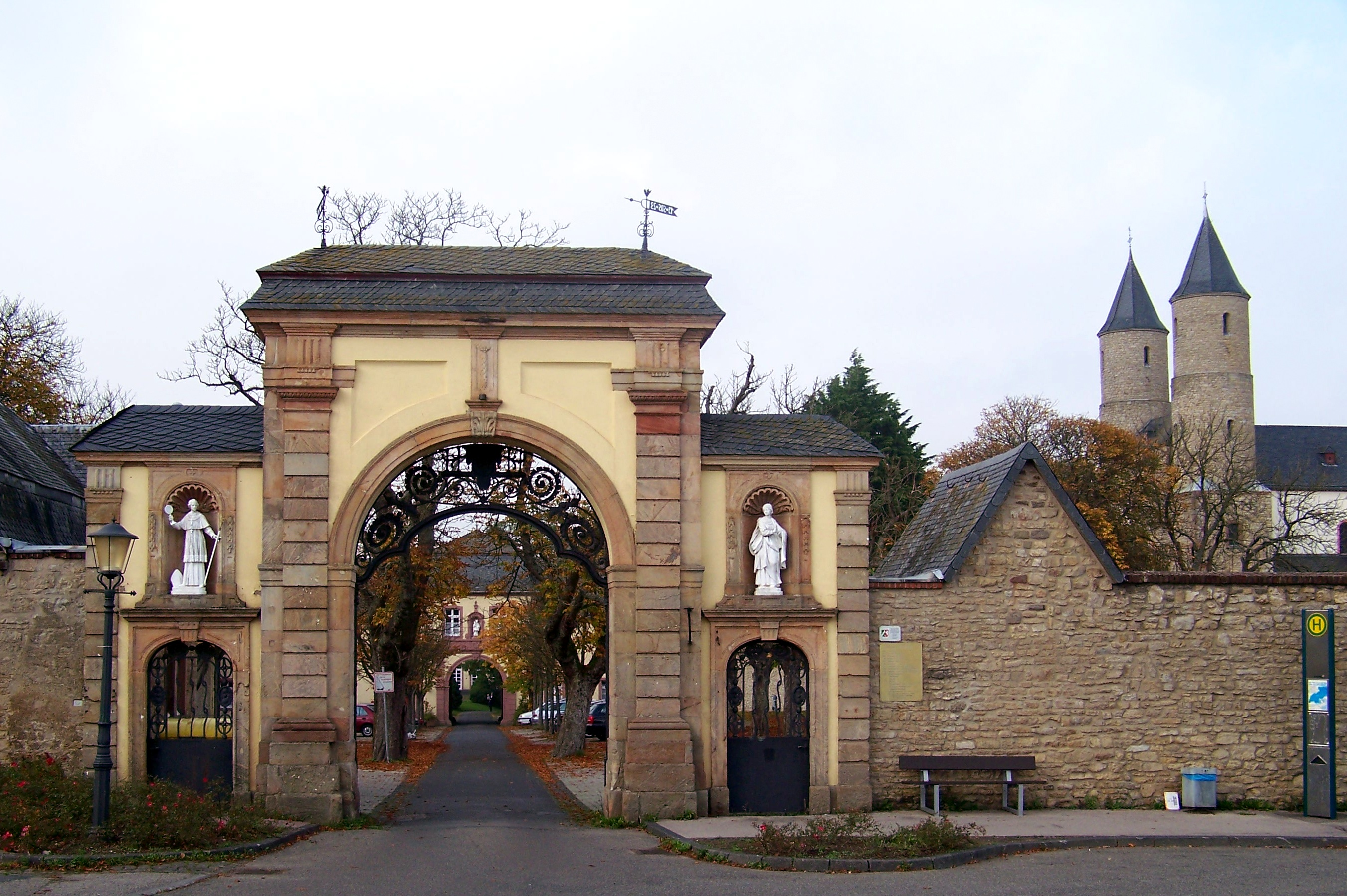
Toegangspoort
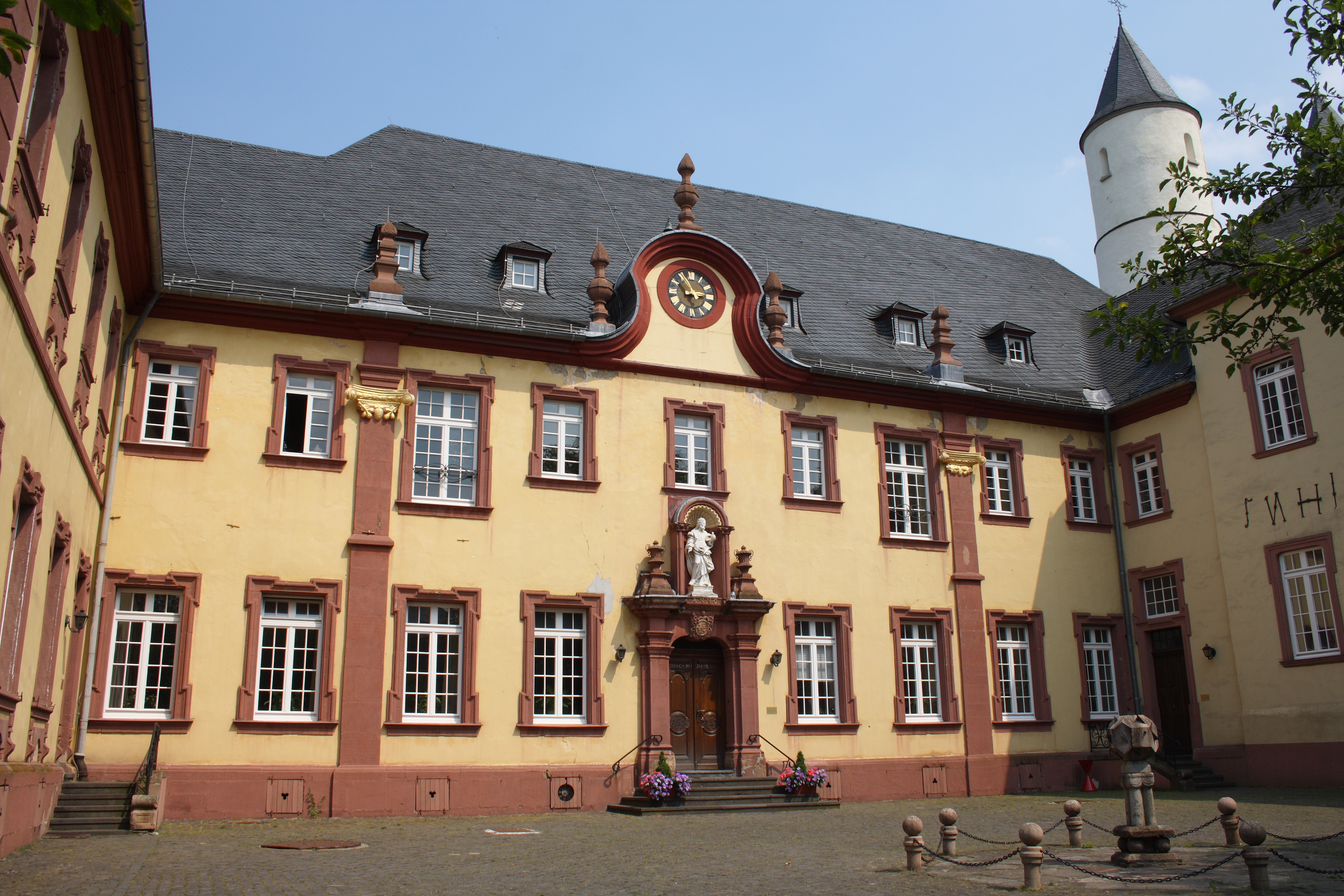
Kloostergebouw
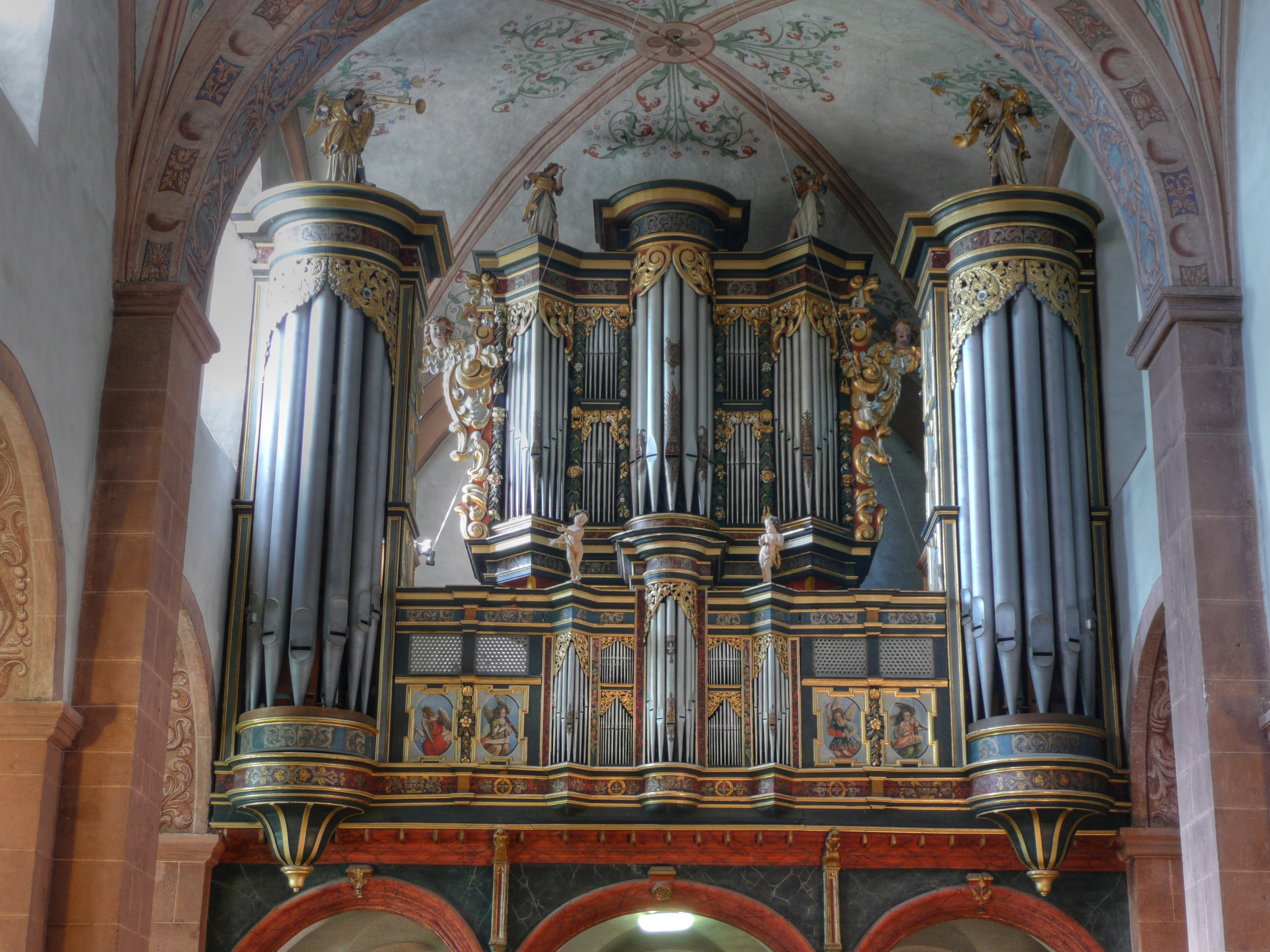
König-orgel in de basiliek
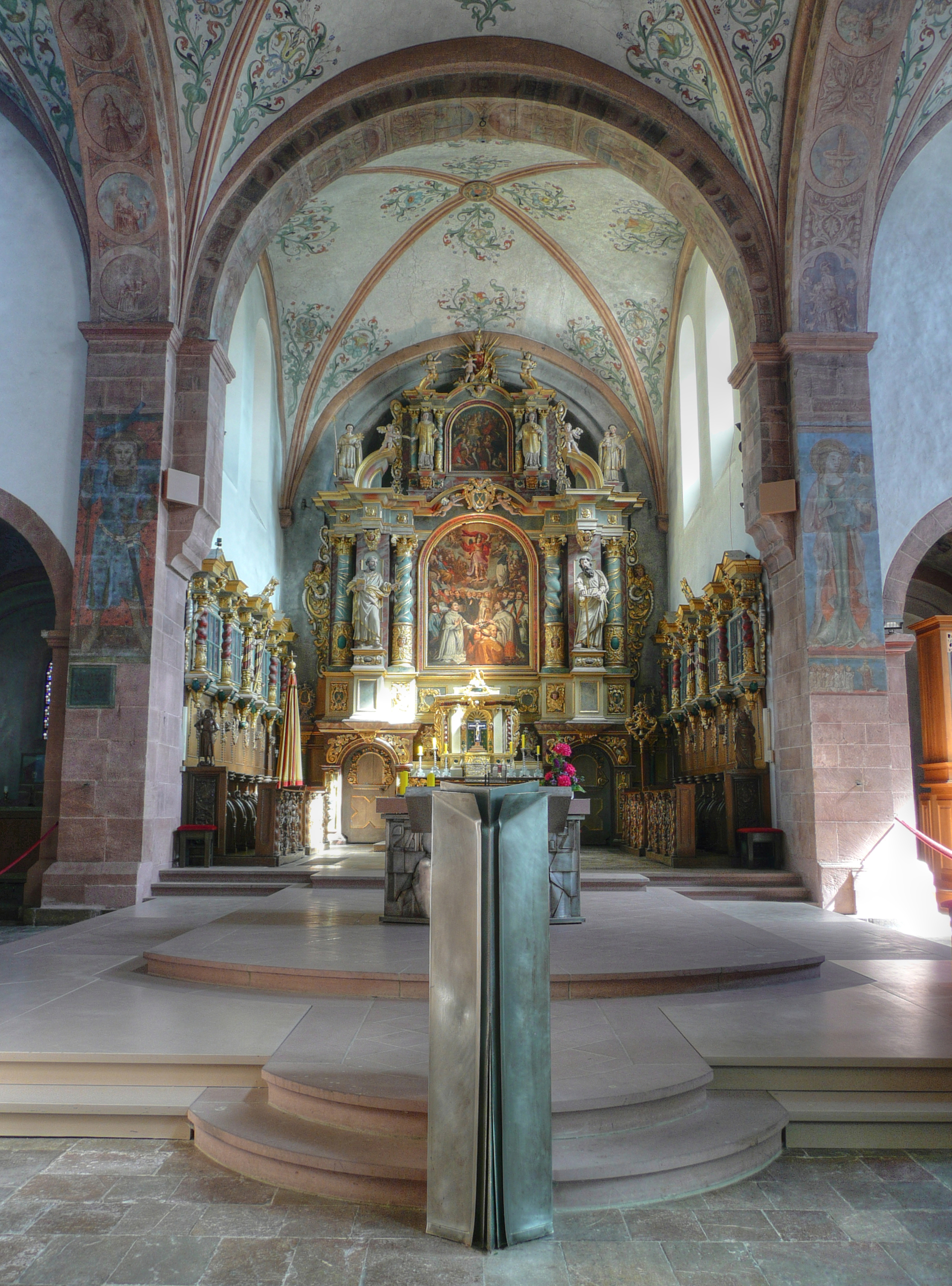
Hoogaltaar en koorgestoelte
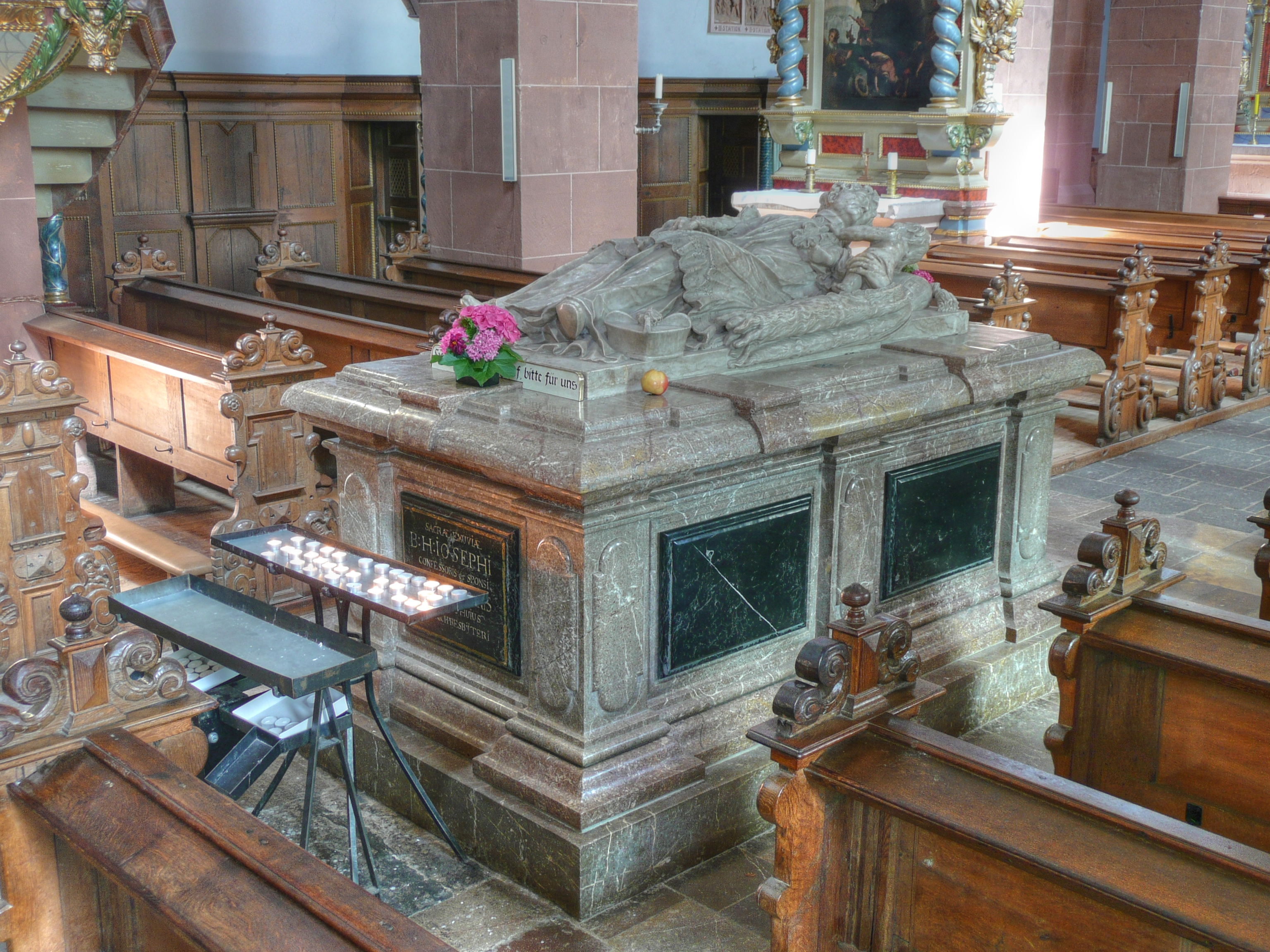
Sarcofaag